# TDプレイス・スタジアム
TDプレイス・スタジアム（英語：TD Place Stadium）は、カナダのオタワにあるカナディアンフットボールの競技場。リドー運河に面したランズダウン公園に位置する。
過去「フランク・クレア・スタジアム（Frank Clair Stadium）」と呼ばれていたが、施設改築に伴い改築されたスタジアム、アリーナ、周辺施設を合わせて「TDプレイス」となったことに伴い、新スタジアムは「TDプレイス・スタジアム」と命名された。
CFLのオタワ・レッドブラックスの本拠地として使用されている。USLプロフェッショナルリーグのオタワ・フューリーFCが2019年の解散までは本拠地として使用していた。新設のサッカークラブ、アトレティコ・オタワ（カナダ・プレミアリーグ）が2020年シーズンより本拠地として使用する。

## 歴史
1800年代に整地され、馬術、ラクロス、ラグビーなどの競技に使用されていた。1908年のオタワ博覧会の際には観客席が設置され、競技場として完成した。1960年代に観客席は一旦解体され、改築された。この時は、北側に1階層のスタンド席と南側に2階層のスタンド席となっていた。北側のスタンドは、ホッケーアリーナであるTDプレイス・アリーナの上に建っていた。
1976年モントリオールオリンピックではサッカーの予選会場として4試合が行われた。
長年、スタジアムは一般に「ランズダウン・パーク」と呼ばれていたが、1960年代から1970年代までオタワ・ラフ・ライダーズのコーチとGMを務めたフランク・クレアの功績を称え1993年に「フランク・クレア・スタジアム」と改名された。
2007 FIFA U-20ワールドカップの試合会場のひとつになり、この際は収容人数は最大28,826人とされた。しかし、その年に構造の老朽化が見つかり、一部スタンドの閉鎖を余儀なくされた。翌2008年には改築計画の議論が本格化し、2010年にはオタワ市がフランク・クレア・スタジアムと周辺公園の刷新計画を可決。南側のスタンドを全て解体し新築、北側は店舗スペース等を追加し拡張した。2014年1月7日、トロント・ドミニオン銀行（TD）が新造スタジアムとホッケーアリーナ、周辺施設を合わせた命名権を獲得し「TDプレイス」と呼称、「TDプレイス・スタジアム」として完成した。2015年6月、FIFA女子ワールドカップの会場として利用される。